# Het Woudhuis
Het Woudhuis is een landgoed in de gemeente Apeldoorn, naast de gelijknamige wijk Woudhuis gelegen aan de andere kant van de A50. Het ligt aan de oostgrens van Apeldoorn, op de flank van Veluwe en IJsselvallei.
Het landgoed is ongeveer 200 hectare groot en bezit een rijke flora en fauna. Stukken bosgebied worden hier afgewisseld met weilanden. De aanleg van het landgoed uit 1700 is nog grotendeels intact, wat het historisch-geografisch uniek maakt. In 1860 kwam het westelijk deel van het landgoed in eigendom van de familie Tutein Nolthenius. Deze gaf opdracht om het landhuis Het Woldhuis op het landgoed te bouwen.
Het grotere landelijke gebied Woudhuis heeft een oppervlakte van 6,64 vierkante kilometer en valt administratief onder Klarenbeek. Het telt ruim 300 inwoners. Het gebied heeft al sinds de steentijd voornamelijk een agrarische functie. Het vormt een schakel tussen Apeldoorn en het oosten van het land.